# Serie A 2001-2002 (rugby a 15)
La serie A 2001-02 fu il 68º campionato di seconda divisione di rugby a 15 in Italia.
Si tenne dal 15 settembre 2001 al 19 maggio 2002 tra 14 squadre a girone unico ed espresse una squadra da promuovere in divisione superiore.
Fu il primo a chiamarsi Serie A dopo la riforma del campionato a seguito della quale la prima divisione cambiò nome da serie A1 a Super 10 e la seconda divisione da serie A2 a serie A.
Fu vinto da Silea.
A retrocedere in serie B furono CUS Padova, Livorno e Partenope.

## Squadre partecipanti
| Club            | Sponsor      | Città             | Impianto interno          |
| --------------- | ------------ | ----------------- | ------------------------- |
| Brescia         | SHS          | Brescia           | Stadio Invernici          |
| CUS Firenze     | ALHA         | Firenze           | Stadio Lodigiani          |
| CUS Padova      |              | Padova            | Impianti sportivi Piovego |
| Fiamme Oro      |              | Roma              | C.S. P.S. Ponte Galeria   |
| Lazio&Primavera |              | Roma              | C.S. Giulio Onesti        |
| Livorno         |              | Livorno           | Stadio Montano            |
| Mirano          | Lofra        | Mirano            | Stadio di rugby           |
| Mogliano        | San Marco    | Mogliano Veneto   | Stadio Quaggia            |
| Partenope       |              | Napoli            | Stadio Collana            |
| Piacenza        | Two Net      | Piacenza          | Stadio Beltrametti        |
| Reggio Emilia   | Majorca      | Reggio Emilia     | Stadio Crocetta Canalina  |
| Rovato          | Valdigrano   | Rovato            | Stadio Pagani             |
| San Donà        | Iranian Loom | San Donà di Piave | Stadio Pacifici           |
| Silea           | Marchiol     | Silea             |                           |

## Formula
Il torneo si tenne a girone unico.
La squadra vincitrice disputò il Super 10 della stagione successiva.
Le tre squadre ultime in classifica retrocedettero in serie B.
Il sistema di punteggio fu quello dell'Emisfero Sud, che prevede 4 punti per ogni vittoria, 2 punti per ogni pareggio, nessun punto per la sconfitta e bonus supplementari nell'eventualità che una squadra segni almeno 4 mete in un singolo incontro e che la squadra perdente esca dal campo con uno scarto di 7 punti o inferiore.

## Risultati
|       | 1ª/14ª giornata                 |       |
| ----- | ------------------------------- | ----- |
| 34-31 | Partenope - Mogliano            | 10-50 |
| 49-6  | Rovato - Lazio&Primavera        | 30-20 |
| 39-19 | Mirano - Livorno                | 18-18 |
| 10-17 | CUS Firenze - San Donà          | 12-25 |
| 21-7  | Fiamme Oro - Brescia            | 0-36  |
| 31-16 | Piacenza - Reggio Emilia        | 18-22 |
| 25-10 | Silea - CUS Padova              | 32-7  |
|       |                                 |       |
|       | 4ª/17ª giornata                 |       |
| 30-30 | Partenope - San Donà            | 31-36 |
| 10-19 | Livorno - Silea                 | 19-59 |
| 21-19 | Mogliano - CUS Firenze          | 25-25 |
| 33-22 | Mirano - CUS Padova             | 52-5  |
| 40-16 | Reggio Emilia - Lazio&Primavera | 10-32 |
| 10-43 | Fiamme Oro - Piacenza           | 15-57 |
| 19-51 | Brescia - Rovato                | 13-15 |
|       |                                 |       |
|       | 7ª/20ª giornata                 |       |
| 35-15 | Partenope - CUS Firenze         | 9-14  |
| 10-18 | Livorno - CUS Padova            | 12-30 |
| 24-28 | Rovato - Piacenza               | 12-32 |
| 22-17 | Reggio Emilia - Mogliano        | 20-20 |
| 23-22 | San Donà - Fiamme Oro           | 22-34 |
| 27-19 | Silea - Mirano                  | 22-25 |
| 26-24 | Lazio&Primavera - Brescia       | 15-39 |
|       |                                 |       |
|       | 10ª/23ª giornata                |       |
| 22-20 | Partenope - Livorno             | 39-13 |
| 16-18 | Mogliano - Mirano               | 32-31 |
| 24-18 | CUS Firenze - CUS Padova        | 24-26 |
| 24-27 | Fiamme Oro - Rovato             | 17-55 |
| 22-16 | San Donà - Reggio Emilia        | 19-42 |
| 79-7  | Piacenza - Lazio&Primavera      | 52-23 |
| 20-55 | Brescia - Silea                 | 14-52 |
|       |                                 |       |
|       | 13ª/26ª giornata                |       |
| 21-19 | Livorno - San Donà              | 20-57 |
| 23-22 | Rovato - Mogliano               | 29-23 |
| 28-5  | Mirano - Brescia                | 12-30 |
| 35-29 | CUS Padova - Fiamme Oro         | 24-46 |
| 20-3  | Reggio Emilia - CUS Firenze     | 26-31 |
| 22-12 | Silea - Piacenza                | 20-29 |
| 42-20 | Lazio&Primavera - Partenope     | 60-5  |

|       | 2ª/15ª giornata               |       |
| ----- | ----------------------------- | ----- |
| 17-66 | Livorno - Rovato              | 3-36  |
| 20-21 | Mogliano - Fiamme Oro         | 34-15 |
| 13-20 | CUS Padova - Partenope        | 26-12 |
| 6-33  | Reggio Emilia - Mirano        | 7-15  |
| 19-35 | San Donà - Piacenza           | 24-54 |
| 32-46 | Lazio&Primavera - Silea       | 6-24  |
| 33-28 | Brescia - CUS Firenze         | 28-34 |
|       |                               |       |
|       | 5ª/18ª giornata               |       |
| 23-24 | Partenope - Fiamme Oro        | 15-21 |
| 29-20 | Rovato - Mirano               | 16-34 |
| 35-18 | CUS Firenze - Livorno         | 24-7  |
| 33-28 | San Donà - Brescia            | 31-23 |
| 32-30 | Piacenza - Mogliano           | 22-23 |
| 26-14 | Silea - Reggio Emilia         | 35-21 |
| 16-20 | Lazio&Primavera - CUS Padova  | 20-20 |
|       |                               |       |
|       | 8ª/21ª giornata               |       |
| 20-47 | CUS Padova - Reggio Emilia    | 20-26 |
| 16-34 | CUS Firenze - Mirano          | 23-29 |
| 14-13 | Fiamme Oro - Livorno          | 26-16 |
| 28-31 | San Donà - Lazio&Primavera    | 21-25 |
| 60-8  | Piacenza - Partenope          | 41-16 |
| 29-23 | Silea - Rovato                | 26-12 |
| 23-40 | Brescia - Mogliano            | 25-20 |
|       |                               |       |
|       | 11ª/24ª giornata              |       |
| 13-28 | Livorno - Mogliano            | 0-6   |
| 37-25 | Rovato - Partenope            | 36-30 |
| 5-3   | Mirano - Piacenza             | 3-53  |
| 25-19 | CUS Padova - Brescia          | 9-36  |
| 31-12 | Reggio Emilia - Fiamme Oro    | 12-22 |
| 48-6  | Silea - San Donà              | 17-14 |
| 26-23 | Lazio&Primavera - CUS Firenze | 17-22 |

|       | 3ª/16ª giornata              |       |
| ----- | ---------------------------- | ----- |
| 58-15 | Rovato - Reggio Emilia       | 24-9  |
| 28-9  | Mirano - Partenope           | 28-3  |
| 27-17 | CUS Padova - San Donà        | 20-45 |
| 28-28 | CUS Firenze - Fiamme Oro     | 27-10 |
| 34-15 | Piacenza - Brescia           | 17-19 |
| 24-16 | Silea - Mogliano             | 28-12 |
| 12-20 | Lazio&Primavera - Livorno    | 37-3  |
|       |                              |       |
|       | 6ª/19ª giornata              |       |
| 37-29 | Mogliano - San Donà          | 20-26 |
| 40-31 | Mirano - Lazio&Primavera     | 12-22 |
| 15-19 | CUS Padova - Rovato          | 7-57  |
| 30-24 | Reggio Emilia - Livorno      | 56-7  |
| 24-31 | CUS Firenze - Piacenza       | 24-49 |
| 10-56 | Fiamme Oro - Silea           | 19-41 |
| 35-3  | Brescia - Partenope          | 13-22 |
|       |                              |       |
|       | 9ª/22ª giornata              |       |
| 7-48  | Partenope - Silea            | 21-23 |
| 19-31 | Livorno - Piacenza           | 14-65 |
| 30-17 | Mogliano - CUS Padova        | 28-29 |
| 74-12 | Rovato - CUS Firenze         | 17-32 |
| 46-6  | Mirano - San Donà            | 10-10 |
| 34-12 | Reggio Emilia - Brescia      | 19-15 |
| 26-35 | Lazio&Primavera - Fiamme Oro | 22-23 |
|       |                              |       |
|       | 12ª/25ª giornata             |       |
| 0-35  | Partenope - Reggio Emilia    | 19-51 |
| 48-32 | Mogliano - Lazio&Primavera   | 30-32 |
| 22-55 | CUS Firenze - Silea          | 18-16 |
| 15-28 | Fiamme Oro - Mirano          | 22-15 |
| 32-38 | San Donà - Rovato            | 22-42 |
| 57-26 | Piacenza - CUS Padova        | 39-24 |
| 39-14 | Brescia - Livorno            | 24-11 |

### Classifica
|  |     | Squadra         | G  | V  | N | P  | PF   | PS  | P±   | B  | Pen | Pt  |
|  | --- | --------------- | -- | -- | - | -- | ---- | --- | ---- | -- | --- | --- |
|  | 1.  | Silea           | 26 | 23 | 0 | 3  | 875  | 418 | 457  | 18 | 0   | 110 |
|  | 2.  | Piacenza        | 26 | 21 | 0 | 5  | 1004 | 464 | 540  | 20 | 0   | 104 |
|  | 3.  | Rovato          | 26 | 20 | 0 | 6  | 899  | 532 | 367  | 16 | 0   | 96  |
|  | 4.  | Mirano          | 26 | 17 | 2 | 7  | 655  | 467 | 188  | 16 | 0   | 88  |
|  | 5.  | Reggio Emilia   | 26 | 12 | 1 | 13 | 652  | 770 | −118 | 20 | 0   | 70  |
|  | 6.  | Mogliano        | 26 | 11 | 2 | 13 | 679  | 599 | 80   | 18 | 0   | 66  |
|  | 7.  | CUS Firenze     | 26 | 10 | 2 | 14 | 569  | 694 | −125 | 15 | 0   | 59  |
|  | 8.  | Fiamme Oro      | 26 | 12 | 1 | 13 | 535  | 736 | −201 | 9  | 0   | 59  |
|  | 9.  | San Donà        | 26 | 10 | 2 | 14 | 633  | 739 | −106 | 14 | 0   | 58  |
|  | 10. | Brescia         | 26 | 10 | 0 | 16 | 594  | 649 | −55  | 16 | 0   | 56  |
|  | 11. | Lazio&Primavera | 26 | 10 | 1 | 15 | 634  | 764 | −130 | 12 | 0   | 54  |
|  | 12. | CUS Padova      | 26 | 9  | 1 | 16 | 513  | 775 | −262 | 12 | 0   | 50  |
|  | 13. | Partenope       | 26 | 6  | 1 | 19 | 468  | 830 | −362 | 9  | 0   | 35  |
|  | 14. | Livorno         | 26 | 2  | 1 | 23 | 361  | 849 | −488 | 4  | 2   | 12  |

## Verdetti
- Silea: promossa in Super 10 2002-03
- CUS Padova, Livorno e Partenope: retrocesse in serie B 2002-03